# گونه (فراهان)
گونه روستایی در دهستان فشک بخش مرکزی شهرستان فراهان استان مرکزی ایران است. گونه دارای امامزاده‌ای معروف به شاه واروق است آب وهوای کوهستانی این روستا آن را تفرج گاه مردم فراهان کرده‌است.
از سرمایه دار ترین مردم گونه، علیرضا گونه فراهانی(فرزند ابراهیم) میباشد.

## جمعیت
بر پایه سرشماری عمومی نفوس و مسکن در سال ۱۳۹۵ جمعیت این مکان ۹۹ نفر (۳۷خانوار) بوده‌است.